# 大津町段関
大津町段関（おおつちょうだんぜき）は、徳島県鳴門市の大字。郵便番号は772-0043。

## 地理
鳴門市の南東部に位置。東は大津町大代、西から南は大津町大幸、南東は大谷川旧流路を隔てて板野郡松茂町、北は大麻町姫田に接する。レンコン栽培が盛んで、品質の優秀さが京阪市場で大津レンコンとして名声を博している。
集落は西と東にわかれており、徳島県道220号川内大代線がこの二つの集落を結び、農道の機能をも果たしている。当地を開拓した吉成善太夫の奉祭した八坂神社、真福寺がある。

### 河川
- 大谷川

### 小字
| - 大通 - 沖野 - 九通 - 摺鉢 | - 高森屋 - 中間墾 - 中の越 - 西 | - 西の越 - 東 - 東の越 - 宝蔵 |  |

## 歴史
江戸期から明治22年にかけては板東郡および板野郡の村であった。寛文4年より板野郡に属す。明治22年に同郡大津村の大字となった。昭和30年2月より現在の鳴門市の字名となる。

## 世帯数と人口
2022年（令和4年）7月31日現在の世帯数と人口は以下の通りである。
| 町丁       | 世帯数  | 人口  |
| ---------- | ------- | ----- |
| 大津町段関 | 107世帯 | 227人 |

## 小・中学校の学区
市立小・中学校に通う場合、学区は以下の通りとなる。
| 番地 | 小学校               | 中学校             |
| ---- | -------------------- | ------------------ |
| 全域 | 鳴門市立大津西小学校 | 鳴門市立第一中学校 |

## 施設
- 真福寺（阿波北嶺薬師霊場17番札所）

## 交通

### 道路
都道府県道
- 徳島県道12号鳴門池田線
- 徳島県道220号川内大代線